# Vreča oglja
Vreča oglja je temna meglica v ozvezdju Južni križ. Je najbolj neprepustna temna meglica na nebu in je vidna s prostim očesom kot temna silhueta na ozadju Rimske ceste. Na južni polobli je bila znana že v prazgodovini. Vicente Yáñez Pinzón jo je opazoval leta 1499. Leži okoli 600 svetlobnih let proč. V Sloveniji (in v večjem delu severne poloble) ni vidna.

## Osnovni podatki
Vreča oglja zavzema približno 7 ° krat 5° veliko območje in delno leži v Južnemu križu sosednjih ozvezdjih Kentavru in Muhi.  Ljudstva na južni polobli so jo poznala že v prazgodovini, evropski civilizaciji pa je o prvem opazovanju poročal Vicente Yáñez Pinzón.
Leta 1970 je Kalevi Mattila dokazal, da vreča oglja ni popolnoma črna (10% sija okoliške Rimske ceste), saj se od nje odbija svetloba okoliških zvezd. 
Vreča oglja ni zajeta v Novem Generalnem Katalogu, svoje mesto je dobila le v Caldwellovem katalogu kot C99.
Inki so jo imenovali Yutu, kar pomeni dolgonoga kura.  

## Znanstvena fantastika
Vreča oglja je omenjena v Star Trek: The Original Series, in sicer v epizodah The Immunity Syndrome in Let That Be Your Last Battlefield ter v 2001: A Space Odyssey.